# 哥德堡变奏曲

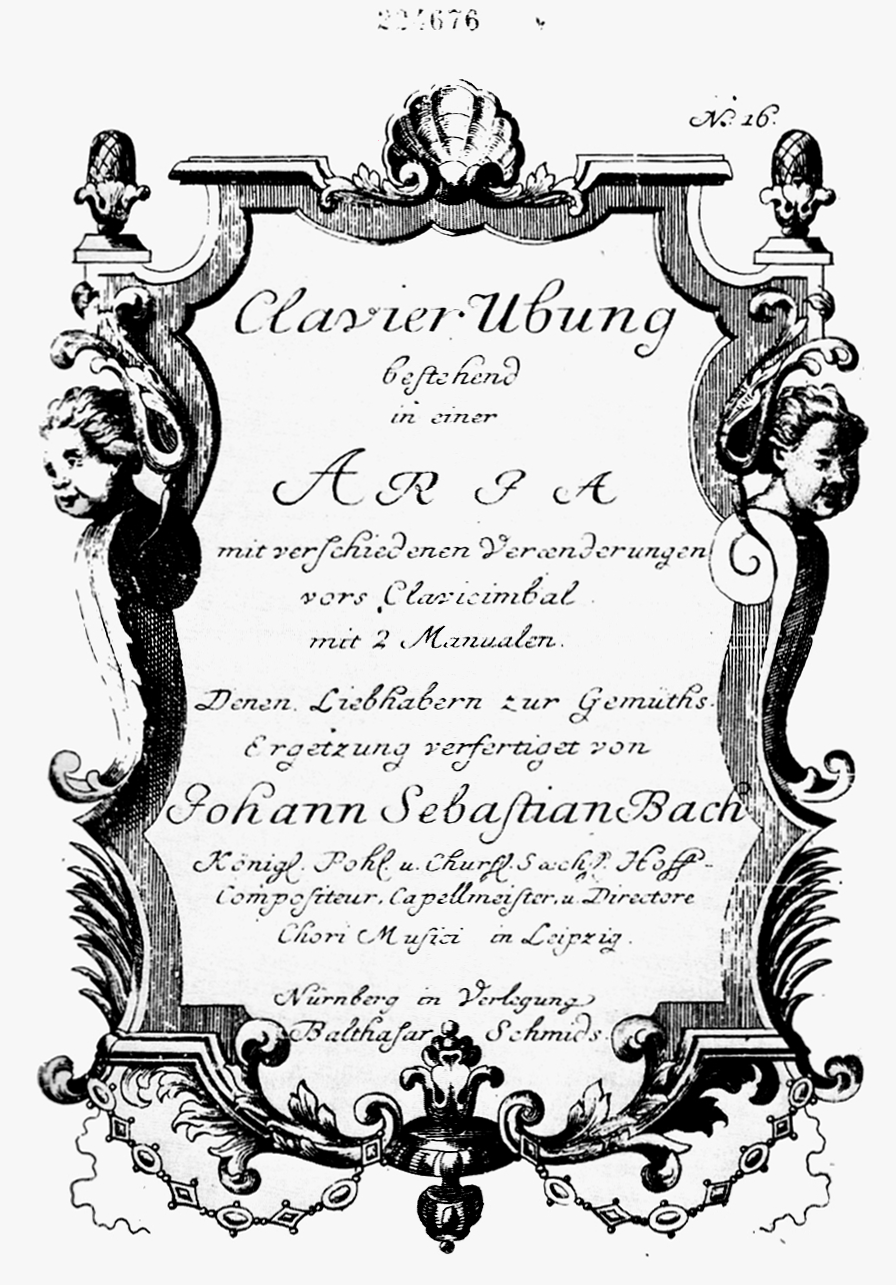
哥德堡变奏第一版本封面

《哥德堡变奏曲》（德語：Goldberg-Variationen），目錄第988號，是约翰·塞巴斯蒂安·巴赫的一部晚期键盘作品，1741年出版。全曲32段，包括主题、30个变奏及主题反复。當中每三个变奏为一组，每组最后一曲为卡农曲（从一度至九度卡农），如V1-V2-V3（V3是一度卡农曲），V4-V5-V6（V6 二度卡农曲），V7-V8-V9（V9 三度卡农曲），V10-V11-V12（V12 四度卡农曲）等等。全部演出需40-80分钟。
这部作品长期不受重视，直到20世纪前半叶，大键琴家旺达·兰多芙丝卡的公开演奏及录音，始重回大眾視野。之后，1955年加拿大钢琴家格伦·古尔德将其选作自己的第一张录音作品。现在，这首曲子被视为巴赫作品中最重要的变奏曲之一。

## 作品名稱
作曲家本人给此曲定的原题是《为双层羽管键琴所作的一段咏叹调及其一些列变奏组成的键盘练习曲》（德語：Clavier Ubung bestehend in einer ARIA mit verschiedenen Verænderungen vors Clavicimbal mit 2 Manualen）。

## 創作背景
有关于这部变奏曲是如何创作的传说，来自于一个早期巴赫传记作家约翰·尼古拉斯·福克尔：
（对于这部作品）我们必须要感谢来自驻萨克森候选国的前俄罗斯大使，伯爵盖沙令的激发，他经常在莱比锡停留，并把哥德堡也带往那里，为的是让巴赫给哥德堡教授音乐。伯爵经常生病，经常失眠。在这种时候，住在伯爵家的哥德堡，只好通宵呆在前厅，为的是在伯爵失眠期间为他演奏。……有一次在巴赫在场的时候，伯爵提及他希望（巴赫）能为哥德堡创作些键盘作品，作品最好能有流畅和活泼的特点，以便在他不眠之夜的时候能使他高兴起来。巴赫认为实现这个愿望的最好方式是通过变奏曲，但因为这类写作是基于不断重复的类似和声为基础，在那以前他一直认为这是个相当烦人的任务。但由于此时他所有的作品已经是艺术经典了，这些变奏曲也终将在他的手上成为经典。然而他只创作了一套此类的作品。此后，伯爵总是称他们为“他的变奏曲”，并从未厌倦他们，并在相当长一段时间失眠的夜里说：“亲爱的哥德堡，请为我演奏我的变奏曲中的一首。”巴赫也许从来没有从他众多作品中收到像这个作品那样多的回报。伯爵奖了他一个高脚金酒杯，里面装了100个路易金币。然而，即使礼物再大一千倍，也不足以支付这些作品的艺术价值。
福克尔是在1802写的传记，已是相关事件60年以后了，故它的准确性受到质疑。作品的扉页上缺少献词也使这个受雇创作的故事不太可能。哥德堡在作品出版时的年龄（14岁）也被引为质疑福克尔故事的理由，但必须说他被认为是一个有造诣的键盘演奏家和视奏家。在最近的研究中，键盘和巴赫学者彼得·威廉斯在2001年声称，福克尔的故事完全是虚假的。
阿诺德·谢林曾经提出整套变奏曲的基础Aria咏叹调不是巴赫写的。但最近的学术文献（例如克里斯托夫·沃尔夫的版本）认为这种怀疑是没有依据的。

## 分析

### 主题
哥德堡变奏曲主题是3/4拍，典型的萨拉班德舞曲風格。之后30个变奏是从这个主题的低音声部的和声进行而来。主题旋律可能不是巴赫所写，而是他听过的旋律，但此说法有争议。这个低音主题如下。

### 变奏1
变奏1轻便活泼，和开头缓慢沉思的气氛很不一样。

### 變奏2
變奏2為一卡农风格的變奏（為變奏3做準備），以巴洛克时期常見的室內樂形式trio sonata（三重奏鳴曲）的風格與織體而寫。

### 变奏3
变奏3是一度对位的卡农曲（高音與中音聲部），主題與答題同樣音高，先后相隔一個小節，所以這兩個聲部要彈出不同，有所區分，很難。低音聲部自由式。12/8拍。曲子包括许多三音组（非三连音），像舞曲。多数钢琴家用一般速度，但也有演奏家弹得很慢，如汉斯·皮施纳和查尔斯·罗森。

### 变奏4
一個新鮮的風格，非常復調化的變奏，一個簡單的動機發展出的嚴格的四聲部對位，每小節換一次和聲而產生動力感。

### 变奏5

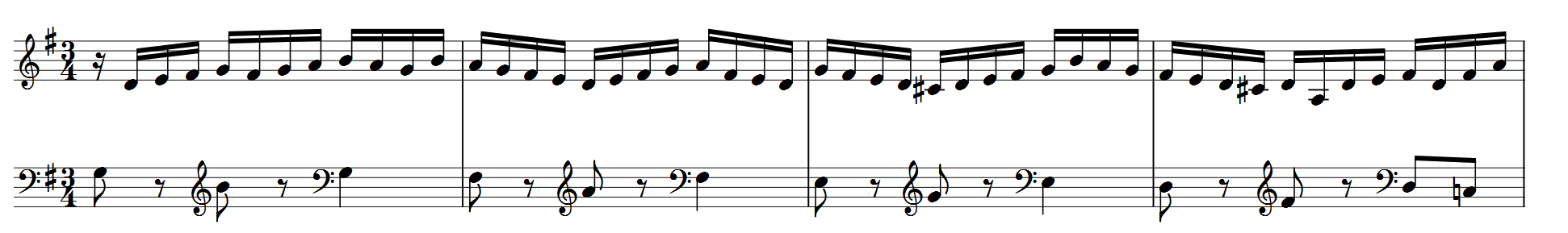
变奏5的前四个小节

变奏5使用意大利式手法，一只手在高音键和低音键来回换，另一只手在键盘中间，演奏很快的曲调。

### 变奏6
变奏6是卡农曲，3/8拍。

### 变奏7
第一、二层键盘交替表达，帶有吉格风格舞曲。

### 变奏8
使用第二层键盘，二声部，活泼的托卡塔（觸技曲）风格。

### 变奏21

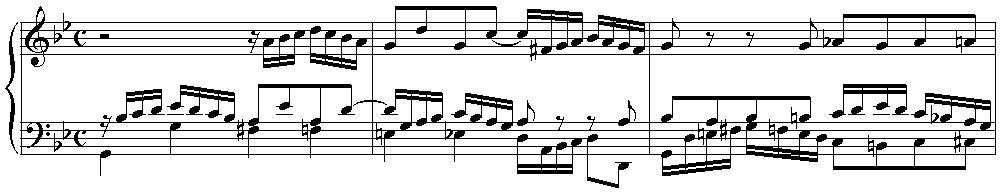
变奏21的前三个小节

### 变奏23

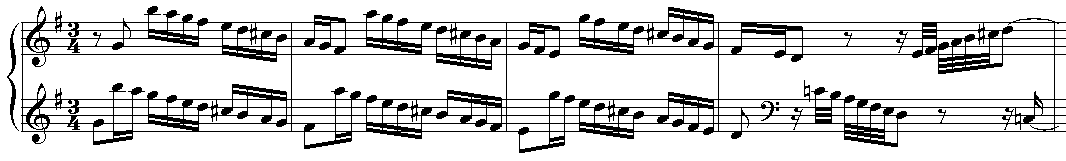
变奏23的前四个小节

### 变奏28

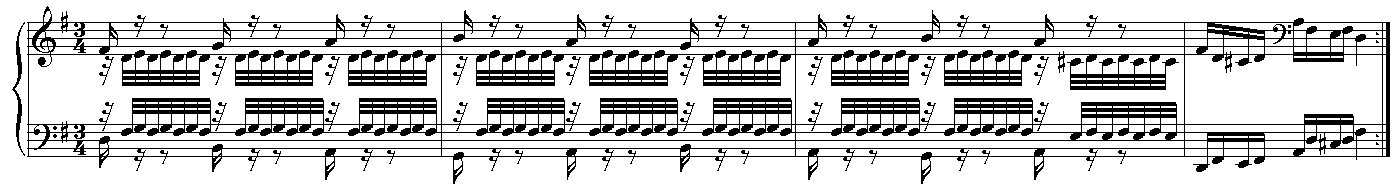
变奏28第一部分的最后四个小节

### 变奏9
使用第一层键盘的三度卡农，三声部。

### 变奏10 Fughetta
第一层键盘，四声部的小赋格

### 变奏12
變奏12為四度卡農變奏，手法為反向卡農。

### 变奏13
变奏13是较慢的3/4拍。

### 变奏30 Quodlibet

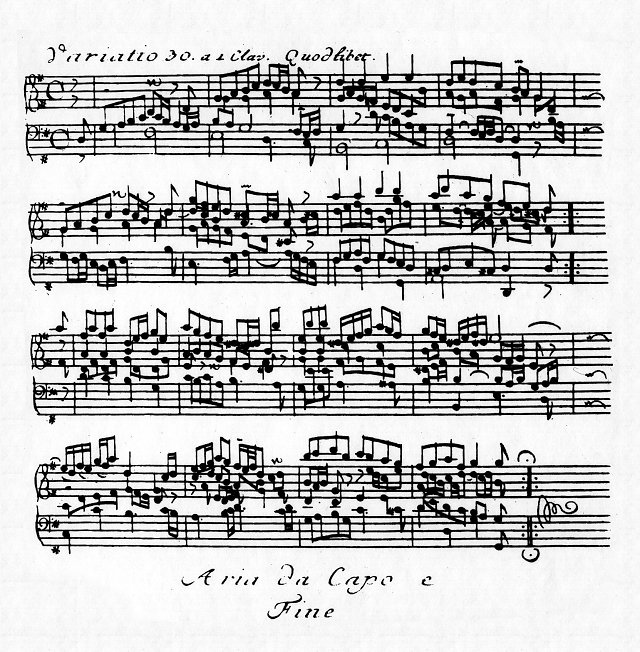
哥德堡变奏曲原本的书页

根据音乐学上的考证，变奏30的旋律是根据两首德国民歌改写（拼合）的：“我离开你很久了”（Ich bin solang nicht bei dir g'west）和 “桌上只有白菜和萝卜，我要走人了”（Kraut und Rüben haben mich vertrieben）。

### 主题反复
虽然乐谱和最先的主调一模一样，演奏的方式可以不同。

## 外部連結
- 《哥德堡变奏曲》：国际乐谱典藏计划上的乐谱